# Petra Riedel
Petra Riedel, född 17 september 1964 i Magdeburg i Sachsen-Anhalt, är en före detta östtysk simmare.
Riedel blev olympisk bronsmedaljör på 100 meter ryggsim vid sommarspelen 1980 i Moskva.